# دختر کولی (اپرا)
دختر کولی یک اپرای رمانتیک انگلیسی زبان است که توسط مایکل ویلیام بالف با آهنگی از آلفرد بان ساخته شده است. خلاصه داستان بر اساس داستان میگل دو سروانتس، La gitanilla است.
معروف‌ترین آریا (قطعه آوازی) این اثر، «خواب دیدم در تالارهای مرمری سکنی گزیدم» (I Dreamt I Dwelt in Marble Halls) است که در آن شخصیت اصلی، آرلین، خاطرات مبهم کودکی خود را توصیف می‌کند. این قطعه توسط هنرمندان بسیاری اجرا و ضبط شده است، که مشهورترین آنها دیم جوآن ساترلند، و همچنین خواننده سوپرانوی نروژی سیسل کیرکجبو و خواننده ایرلندی انیا هستند.

## تاریخچه اجرا
این اپرا برای اولین بار در لندن در تئاتر دری لین در ۲۷ نوامبر ۱۸۴۳ اجرا شد. این اجرا بیش از ۱۰۰ شب به روی صحنه رفت و در سراسر جهان احیاهای متعددی را تجربه کرد، از جمله: شهر نیویورک (۲۵ نوامبر ۱۸۴۴)، دوبلین (۱۸۴۴) و فیلادلفیا (1844).
چندین نسخه به زبان‌های مختلف نیز در طول زندگی بالف به روی صحنه رفت. نسخه آلمانی، Die Zigeunerin، در سال ۱۸۴۶ در وین به نمایش درآمد، اقتباس و ترجمه ایتالیایی، با عنوان La zingara، در ابتدا در سال ۱۸۵۴ در تریسته اجرا شد، و در نهایت یک نسخه چهار پرده‌ای فرانسوی، La Bohémienne، در سال ۱۸۶۲ در روئن به روی صحنه رفت، که توسط آهنگساز ژول ماسنه، که در آن زمان تنها ۲۰ سال داشت، رهبری شد.
این اپرا «تا دهه ۱۹۳۰ در رپرتوار شرکت‌های تورینگ بریتانیایی باقی ماند و در سال ۱۹۳۲ در سدلرز ولز دوباره احیا شد.» پس از جنگ جهانی دوم، این اپرا در اجرایی توسط دنیس آروندل در کاونت گاردن در سال ۱۹۵۱ با رهبری بیچام و گروه بازیگران شامل روبرتا پیترز، آنتونی مارلو، جس والترز، ادیت کوتس، هاول گلین و موری دیکی، توسط انجمن اپرای بلفاست در جشنواره بین‌المللی اپرای سبک واتر فورد در سال ۱۹۷۸ در ایرلند، توسط اپرای کسل وارد، استرانگفورد، در ایرلند شمالی در سال ۲۰۰۶ و توسط اپرای ساوت، هاسلمر، در انگلستان در سال ۲۰۰۸ به روی صحنه رفت.

## پرده‌ها

### پرده اول
- یک نجیب‌زاده لهستانی به نام تادئوس، که در اتریش تبعید شده، به یک گروه کولی می‌پیوندد.
- او آرلین، دختر خردسال کنت آرنهیم را از کشته شدن توسط یک گوزن نجات می‌دهد.
- کنت، به پاس قدردانی، او را به یک مهمانی دعوت می‌کند.
- در مهمانی، تادئوس از نوشیدن سلامتی مجسمه امپراتور اتریش خودداری می‌کند و به جای آن، شراب را روی آن می‌پاشد.
- او با کمک دوست کولی‌اش، دویلشوف، از دست میزبان خشمگین فرار می‌کند و دویلشوف آرلین را می‌رباید.

### پرده دوم
- دوازده سال بعد، آرلین به عنوان یک کولی بزرگ شده است.
- او و تادئوس عاشق یکدیگر می‌شوند.
- ملکه کولی‌ها که به تادئوس علاقه دارد، حسادت می‌کند.
- آرلین یک گردنبند گرانبها را که متعلق به مادرش بوده است را دارد.

### پرده سوم
- آرلین و تادئوس در یک مهمانی حضور پیدا می‌کنند.
- کنت آرنهیم آرلین را به وسیله گردنبندش شناسایی می‌کند.
- ملکه کولی‌ها سعی می‌کند که آرلین را بکشد، اما شکست می‌خورد.
- آرلین به خانواده اش برمیگردد و با تادئوس ازدواج می‌کند.